# ソユーズTMA-15M
ソユーズTMA-15M は国際宇宙ステーションに第42次長期滞在クルーを送り届けるため2014年11月23日に打ち上げられた宇宙船である。ソユーズTMA-15Mは1967年に初飛行して以来、124機目のソユーズ宇宙船である。第43次長期滞在クルーの緊急脱出用宇宙船として国際宇宙ステーションに係留され、予定通り2015年6月にドッキングを解除して帰還した。

## クルー
| 地位                 | メンバー                                                           | メンバー                                                           |
| -------------------- | ------------------------------------------------------------------ | ------------------------------------------------------------------ |
| コマンダー           | アントン・シュカプレロフ, RSA 第42次長期滞在 2回目の宇宙飛行       | アントン・シュカプレロフ, RSA 第42次長期滞在 2回目の宇宙飛行       |
| フライトエンジニア 1 | サマンサ・クリストフォレッティ, ESA 第42次長期滞在 1回目の宇宙飛行 | サマンサ・クリストフォレッティ, ESA 第42次長期滞在 1回目の宇宙飛行 |
| フライトエンジニア 2 | テリー・バーツ, NASA 第42次長期滞在 最後かつ2回目の宇宙飛行        | テリー・バーツ, NASA 第42次長期滞在 最後かつ2回目の宇宙飛行        |

### バックアップクルー
| 地位                 | メンバー                 | メンバー                 |
| -------------------- | ------------------------ | ------------------------ |
| コマンダー           | オレグ・コノネンコ, RSA  | オレグ・コノネンコ, RSA  |
| フライトエンジニア 1 | 油井亀美也, JAXA         | 油井亀美也, JAXA         |
| フライトエンジニア 2 | チェル・リングリン, NASA | チェル・リングリン, NASA |

## 経過

### ドッキングまで
ソユーズTMA-15Mはカザフスタンのバイコヌール宇宙基地から2014年11月23日 21:01 UTCにソユーズFGロケットで打ち上げられた。打ち上げから約9分後に地球低軌道に到達し、国際宇宙ステーションへのランデブーシーケンスを経て11月24日 2:49 UTCにドッキング、5:00 UTCにハッチを開放した。
ソユーズTMA-15Mは緊急脱出用として2015年5月に予定されていた帰還まで係留されたが、帰還は翌月にずれ込んだ。2015年6月11日にシュカプレロフ、クリストフォレッティ、バーツの3名が搭乗して地球に帰還した。

### ドッキング解除後
ソユーズTMA-15Mは2015年6月11日にシュカプレロフ、クリストフォレッティ、バーツの3名が搭乗し、地球への帰還の途に就いた、10:20 UTCにドッキングを解除し、3時間後の13:44 UTCにはカザフスタンに無事着陸した。

## ギャラリー

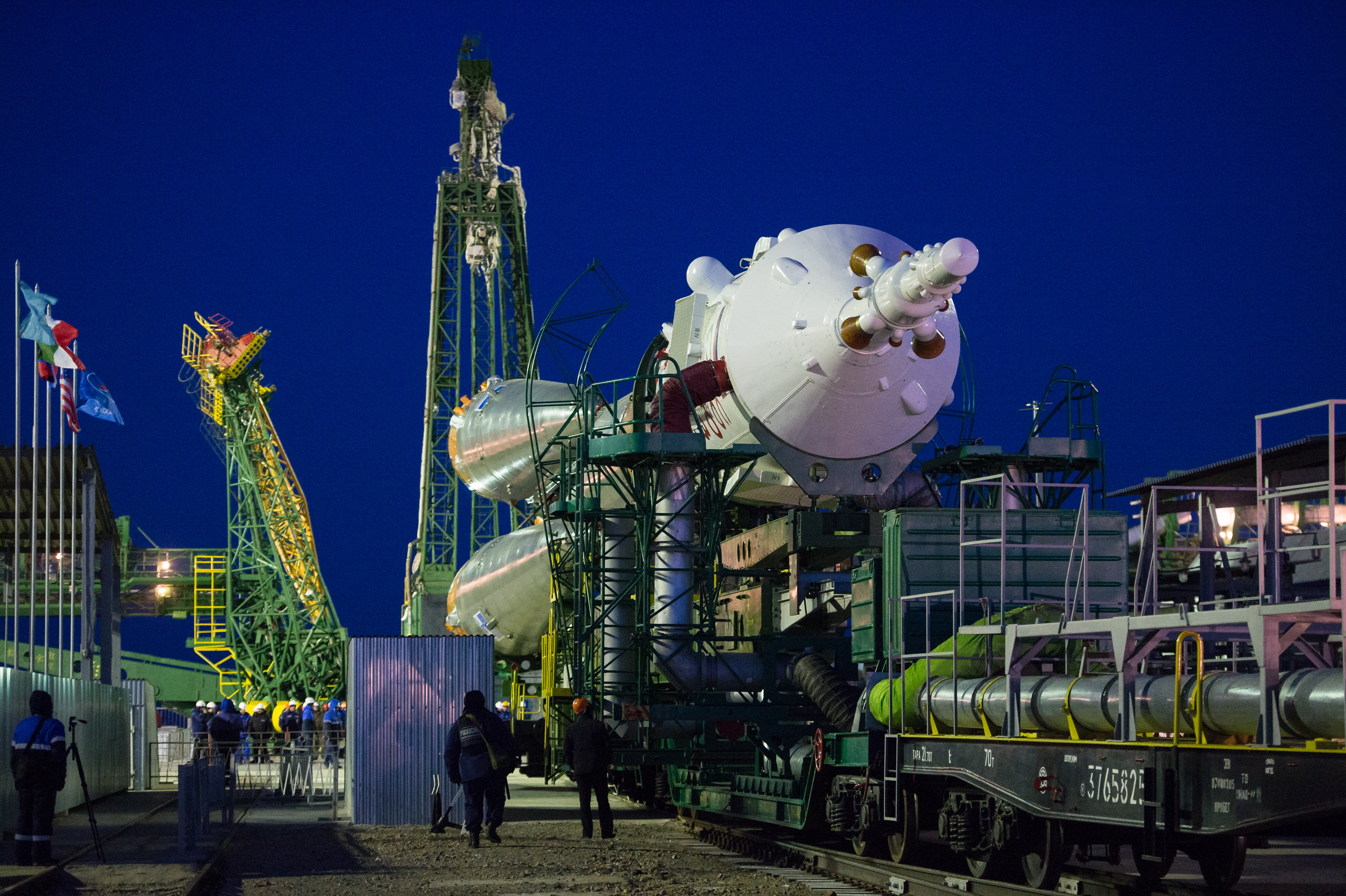
射点に運ばれるソユーズTMA-15M
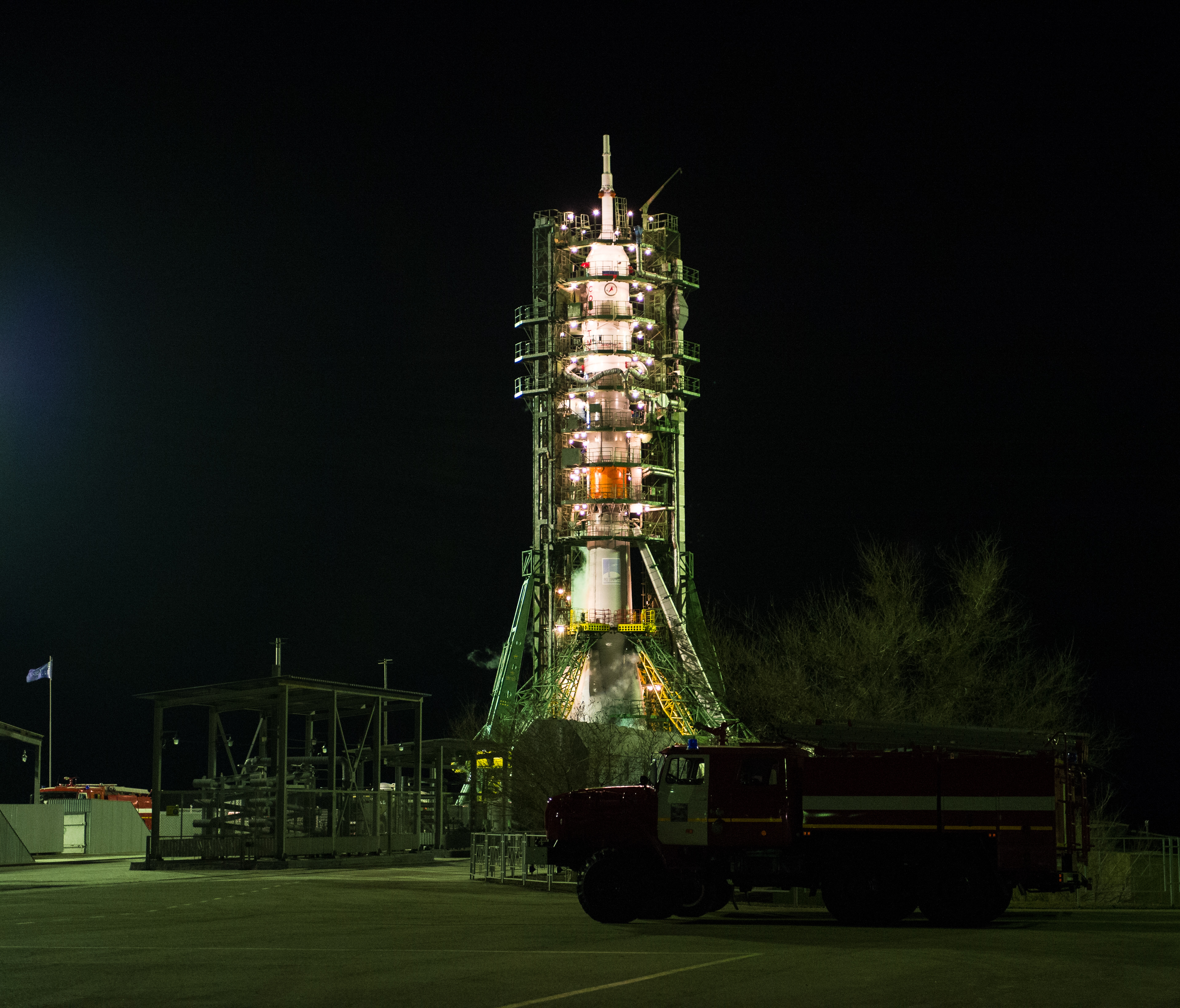
射点で打ち上げを待つソユーズTMA-15M
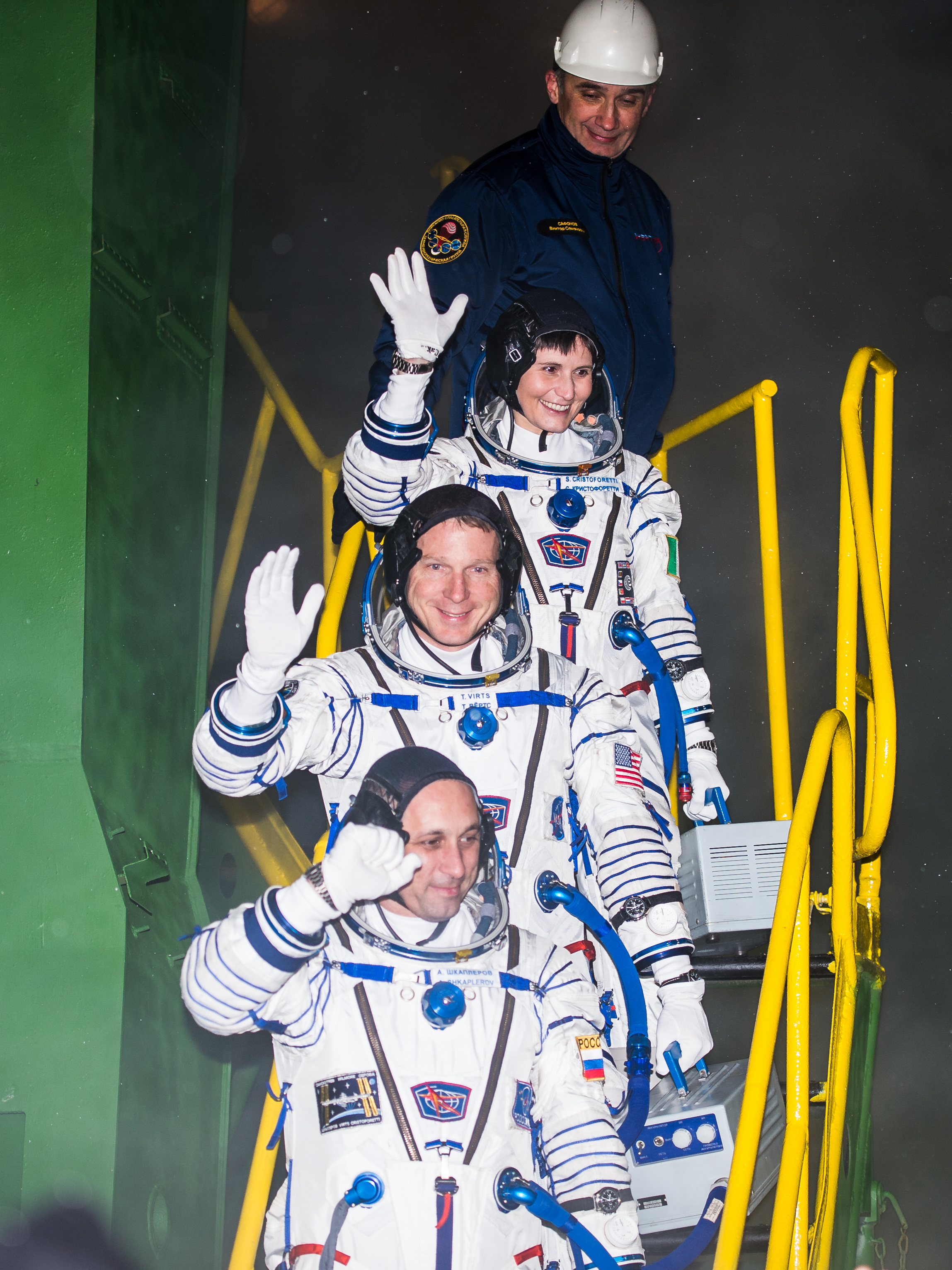
搭乗前に地上スタッフに手を振るクルー
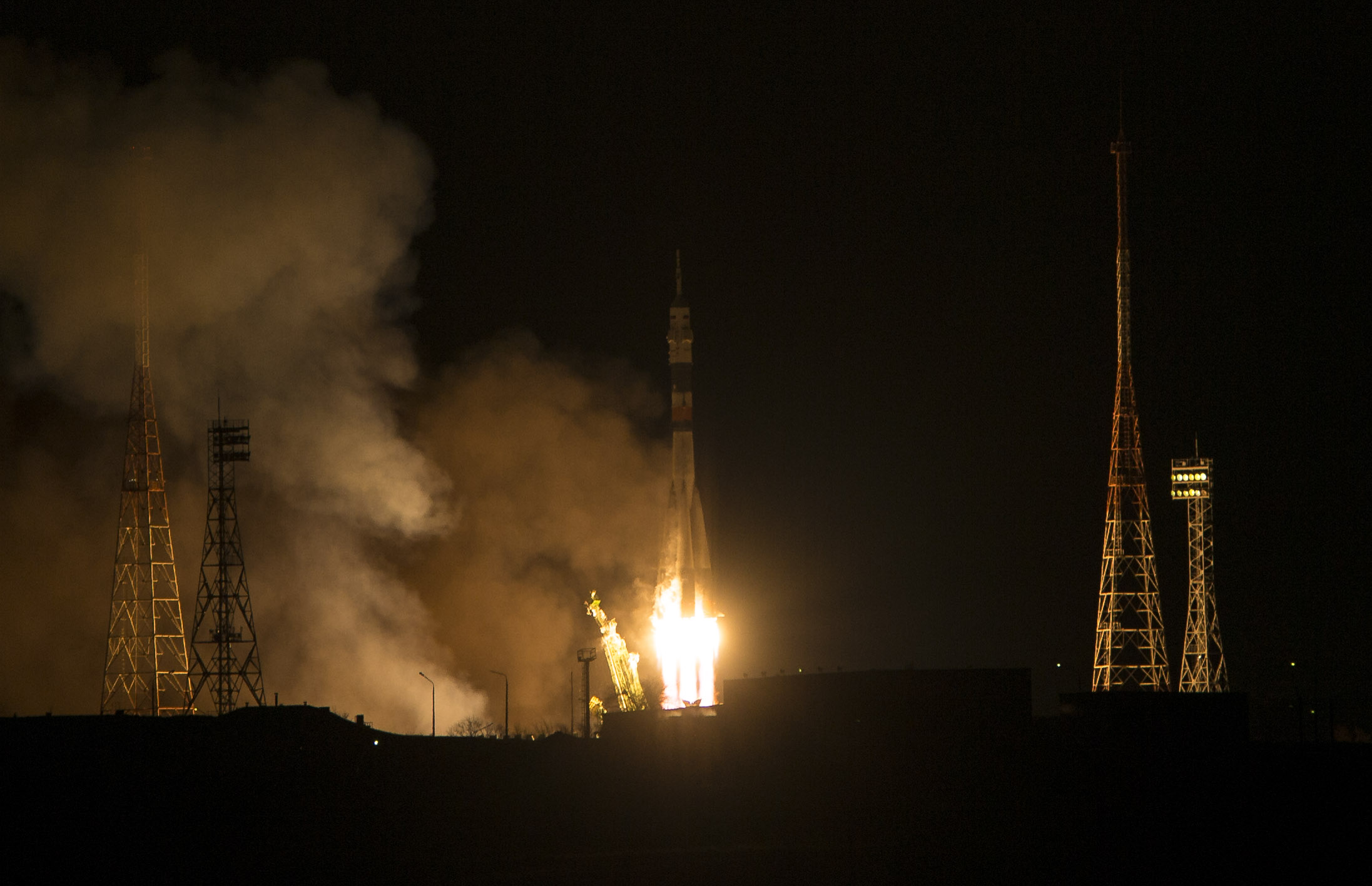
打ち上げ
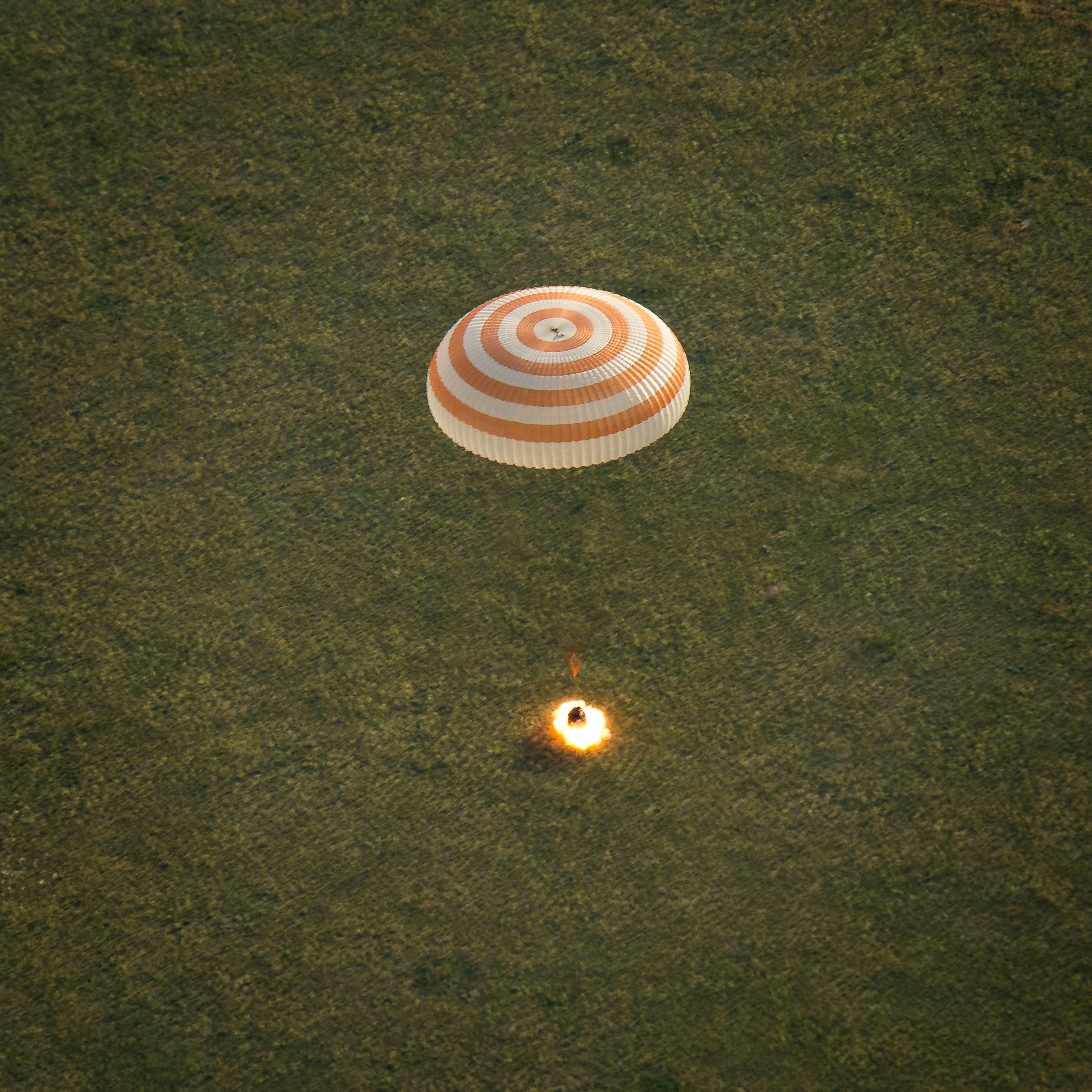
カザフスタンへの帰還